# Pilempid
Pilempid (Empidonax traillii) är en fågel i familjen tyranner som förekommer i Nordamerika. Den är mycket nära släkt och till utseendet i princip identisk med alempid (E. alnorum).

## Kännetecken

### Utseende
Pilempiden är med sina 13–17 centimeter i kroppslängd en av de större arterna i släktet Empidonax. Ovansidan är matt olivgrön, hättan något mörkare. Strupen är vit med ett mörkare bröstband. Näbben är bred och lång, med rosaaktig eller gulorange nedre näbbhalva och svart övre. Vingarna är generellt svarta med vita vingband och vita kanter på de inre tertialerna. Ungfåglar har brun ovansida, gul undersida och gulbruna vingband.
Från den nära släktingen alempid (E. alnorum) är den i princip omöjlig att skilja åt i fält, annat än på läten (se nedan). Den har dock något kortare handpenneprojektion och svagare eller ingen vit ögonring som altyrannen. Den liknar även östpivin (Contopus virens) och östfibin (Sayornis phoebe), men är mindre och vickar konstant uppåt med stjärten.

## Läte
Pilempidens sång är hårt och skorrigt, i engelsk litteratur återgivet som "RITZbew" eller "rrrEEP-yew", ibland bara ett stigande "rrrrrIP". Lätet är ett tjockt "whit".

## Utbredning och systematik
Pilempid delas in i fyra underarter med följande utbredning:
- Empidonax traillii traillii – förekommer från Great Plains till nordöstra USA och sydöstra Kanada, övervintrar i nordvästra Sydamerika
- brewsteri/adastus-gruppen
  - Empidonax traillii brewsteri – förekommer vid nordvästra Stillahavskusten (södra British Columbia) till bergen i näraliggande Kalifornien
  - Empidonax traillii adastus – förekommer i Great Basin och centrala Rocky Mountain, i söder till Utah och Colorado
- Empidonax traillii extimus – förekom tidigare i södra Kalifornien, i öster till New Mexico och eventuellt västra Texas

Tillfälligt har den påträffats på Grönland.

## Levnadssätt
Pilempiden hittas i lågväxta buskage i fuktiga områden, framför allt i flodnära Salix-snår. Den ses enstaka när den födosöker efter små flygande insekter kring snåren eller när den sjunger från en busktopp. Den häckar från slutet av maj till juni.

## Status och hot
Arten har ett stort utbredningsområde och en stor population, men tros minska i antal, dock inte tillräckligt kraftigt för att den ska betraktas som hotad. Internationella naturvårdsunionen IUCN kategoriserar därför arten som livskraftig (LC).

## Namn
Fågelns vetenskapliga artnamn hedrar Dr Thomas Stewart Traill (1781-1862), skotsk läkare, filosof och zoolog.

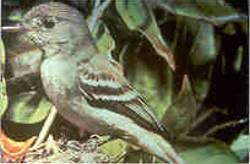